# Minoritský klášter (Český Krumlov)
Bývalý minoritský klášter s kostelem Božího těla v Českém Krumlově je historický komplex celkem tří klášterů (trojklášteří): minoritského, kláštera klarisek a kláštera bekyň, což ho činí unikátním. Dnes je objekt ve správě Rytířského řádu křižovníků s červenou hvězdou. Nachází se na adrese Klášterní čp. 50 krumlovského Latránu.

## Dějiny

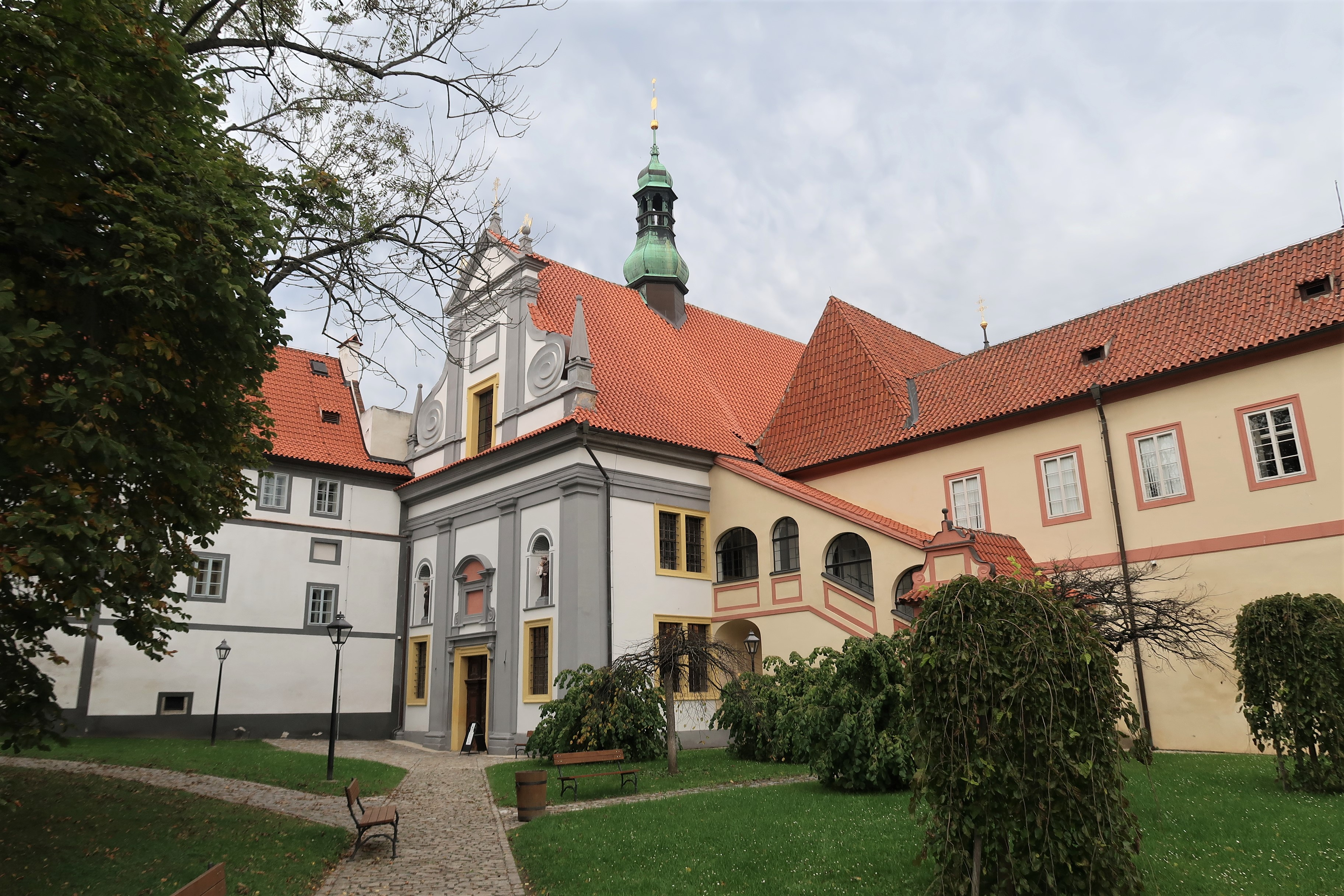
Areál kláštera, nádvoří Tramín

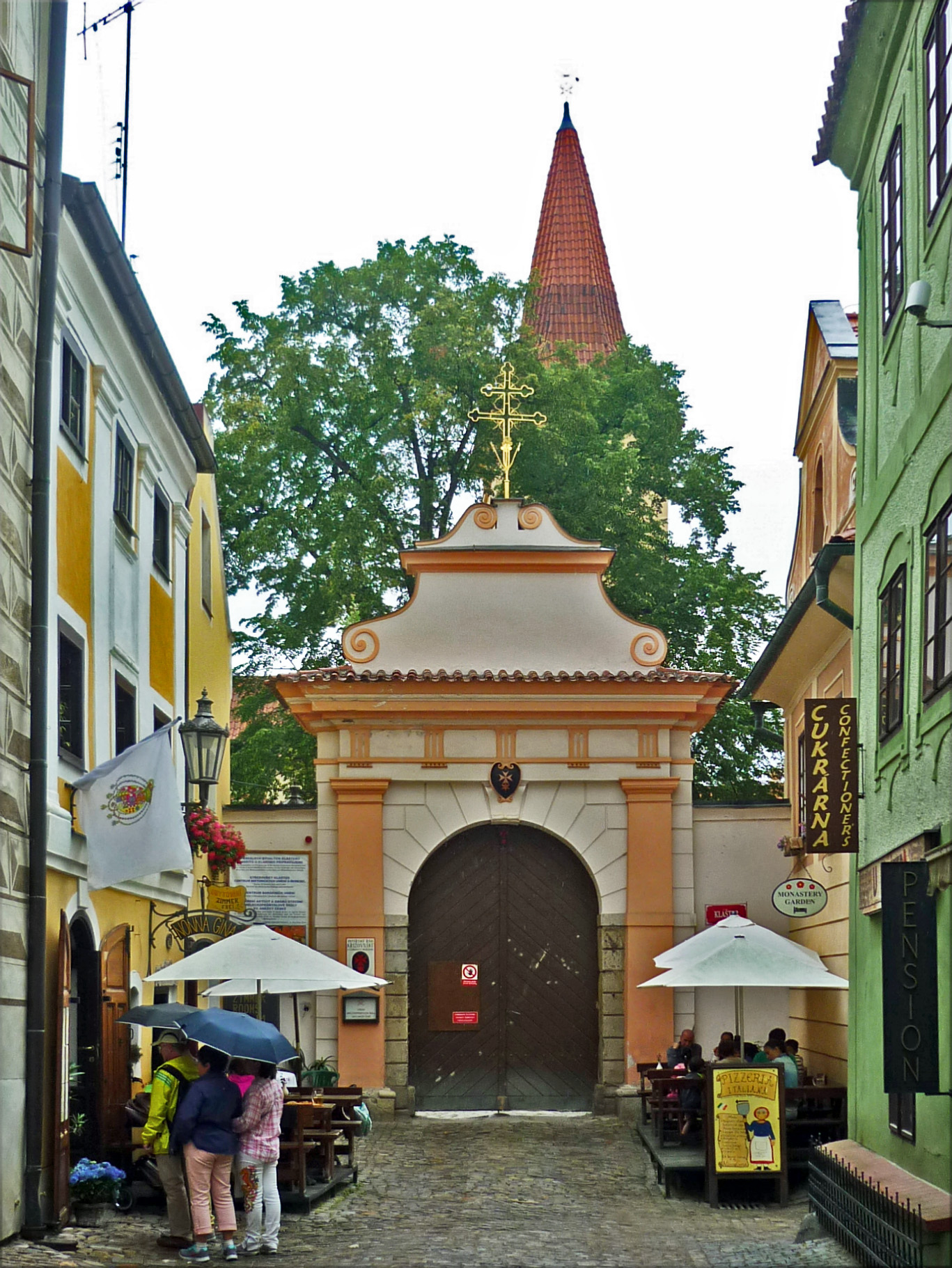
Pohled Klášterní ulicí ke vstupu do minoritského kláštera

Klášter byl založen v roce 1350 rožmberskými majiteli panství, konkrétně Kateřinou z Rožmberka (rozenou z Vartenberka, vdovou po nejvyšším komorníkovi Českého království Petru z Rožmberka, se čtyřmi syny Petrem II., Joštem, Oldřichem a Janem. Výstavba kláštera však nepostupovala příliš rychle.
Klášter byl původně minoritský. První mniši do kláštera přišli v roce 1357. Byl vysvěcen sarajevským biskupem Albertem. Klášterní kostel byl zasvěcen Božímu tělu a Panně Marii.
Do ženského kláštera svaté Kláry vstoupily první řeholnice v roce 1361.
Třetí klášter v sousedství konventu klarisek, rovněž ženský, pak byl obsazen v roce 1375 komunitou zbožných laických sester – bekyní.
Rožmberkové klášterům věnovali mnoho darů, výnosy z některých vsí a dvorů.
Klášter byl stavebně upravován ještě v době pozdně gotické v letech 1490 až 1500, což připomínají dochované střešní krovy z této doby. V průběhu 17. a 18. století byl stavebně upravován v barokním slohu. Tyto přestavby daly klášteru jeho současnou podobu.
Konvent řádu klarisek byl zrušen v roce 1782, jako mnoho jiných, za panování císaře Josefa II., v rámci josefinských reforem. Klášter minoritů pak byl násilně zrušen v roce 1950, tedy v době, kdy u moci byli komunisté a prováděli svůj plán K.
V novodobé historii kláštery sloužily různým účelům: klášter klarisek např. jako vojenská škola, či jako bydlení pro úředníky panského dvora. Později zde byla skladiště, a částečně také sociálnímu byty, a to až do 90. let 20. století. Do roku 2014, kdy započala rozsáhlá rekonstrukce celého klášterního komplexu, byly některé interiéry i vnější části budov v dezolátním stavu.

## Revitalizace

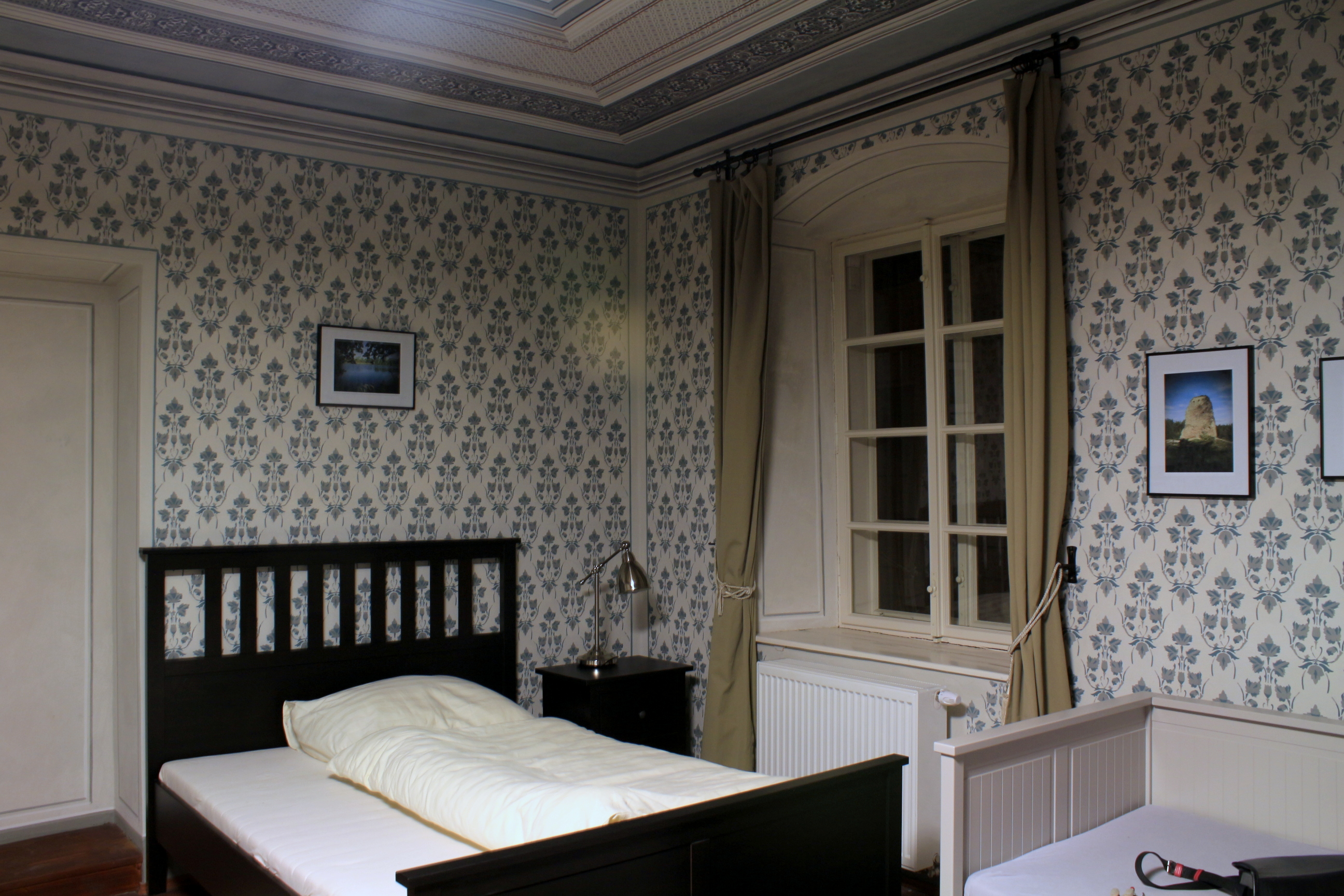
Pokoj po rekonstrukci v krumlovském klášteře

Od května 2014 probíhala velmi rozsáhlá rekonstrukce a revitalizace celého areálu kláštera. Opravený klášter byl znovu otevřen pro veřejnost 28. listopadu 2015. Celkové náklady na revitalizaci objektu dosáhly témě 327 milionů korun. Část objektu byla upravena jako ubytovací zařízení.

### Zahrady
Obnoveny byly také klášterní zahrady. Na Tramínu jsou vysázeny dřeviny smutečního charakteru připomínající tamní existenci hřbitova a cesty byly obnoveny v původním rozložení a vydlážděny. Na nádvoří byly vybudovány náznaky základů hřbitovní kaple sv. Anny z roku 1555, kterou nechal pro postavit Vilém z Rožmberka pro svou třetí ženu Annu Marii Bádenskou na bývalém klášterním hřbitově. Zbořena byla ve 2. polovině 19. století poté, co bylo už za císaře Josefa II. zrušeno její využívání. Skutečné základy jsou pod zemí, na povrchu viditelné jsou také základy dvou sloupů, které držely tribunu.
Hlavní klášterní zahrada, jež byla léta využívána jako zahrádkářská kolonie, je terasovitě rozdělená a obsahuje jak část užitnou tak okrasnou včetně vinic, chmelnice a zeleninových a barvířských záhonů. Na jihovýchodním okraji areálu je zrekonstruovaná část budovy kuželny. Součástí je rovněž odpočinková zóna a bylinková zahrada s několika zachovanými původními vstupními brankami. U zahrady kláštera je jedna z budov kláštera využívána pro výuku Střední uměleckoprůmyslové školy sv. Anežky České, jež v zahradě také postavila a využívá nízké dřevěné skladiště.
V areálu bývalé kuchyňské zahrady za budovou kostela Božího Těla se dochovala kamenná lourdská jeskyňka s výklenkem pro sošku Panny Marie, celkově porostlá břečťanem. V sadu převažují ovocné dřeviny.
Významnou součástí zahradních ploch bývala i rajská zahrada, jež byla zadlážděna a vprostřed byla vestavěna raně barokní kaple Panny Marie Einsiedelnské.

## Galerie

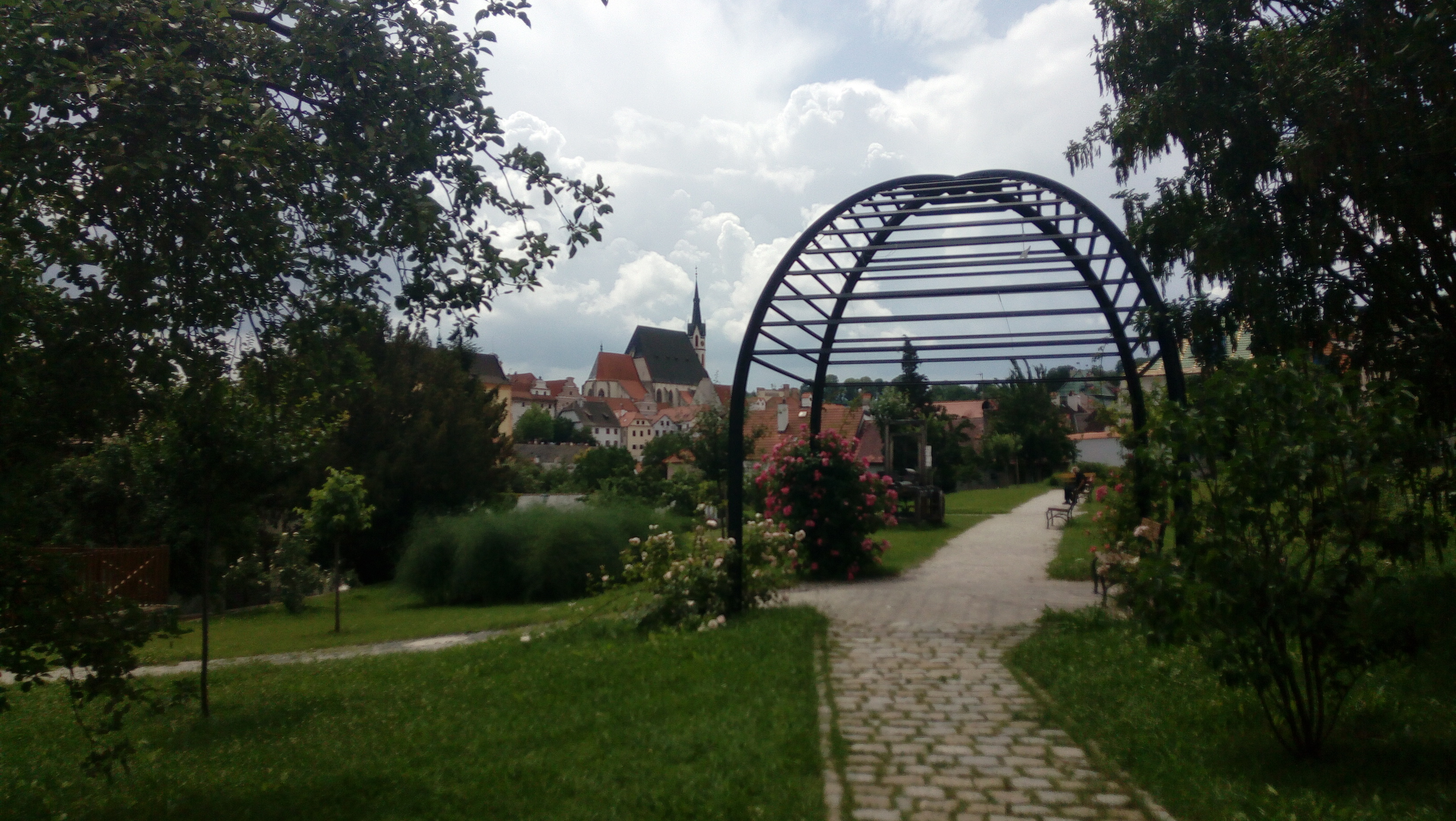
Průhled zahradou ke kostelu sv. Víta
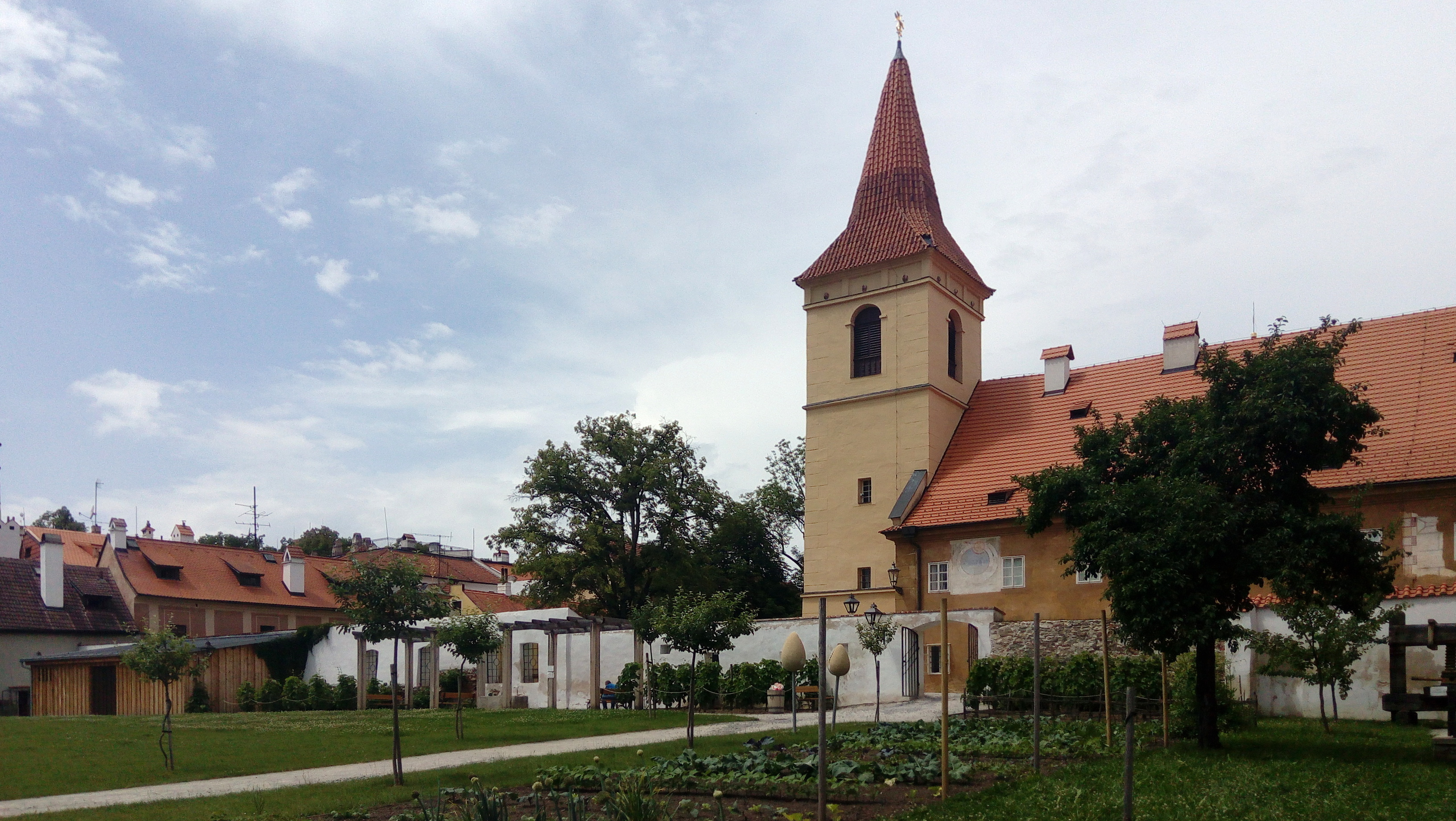
Část užitné zahrady s odpočinkovou zónou
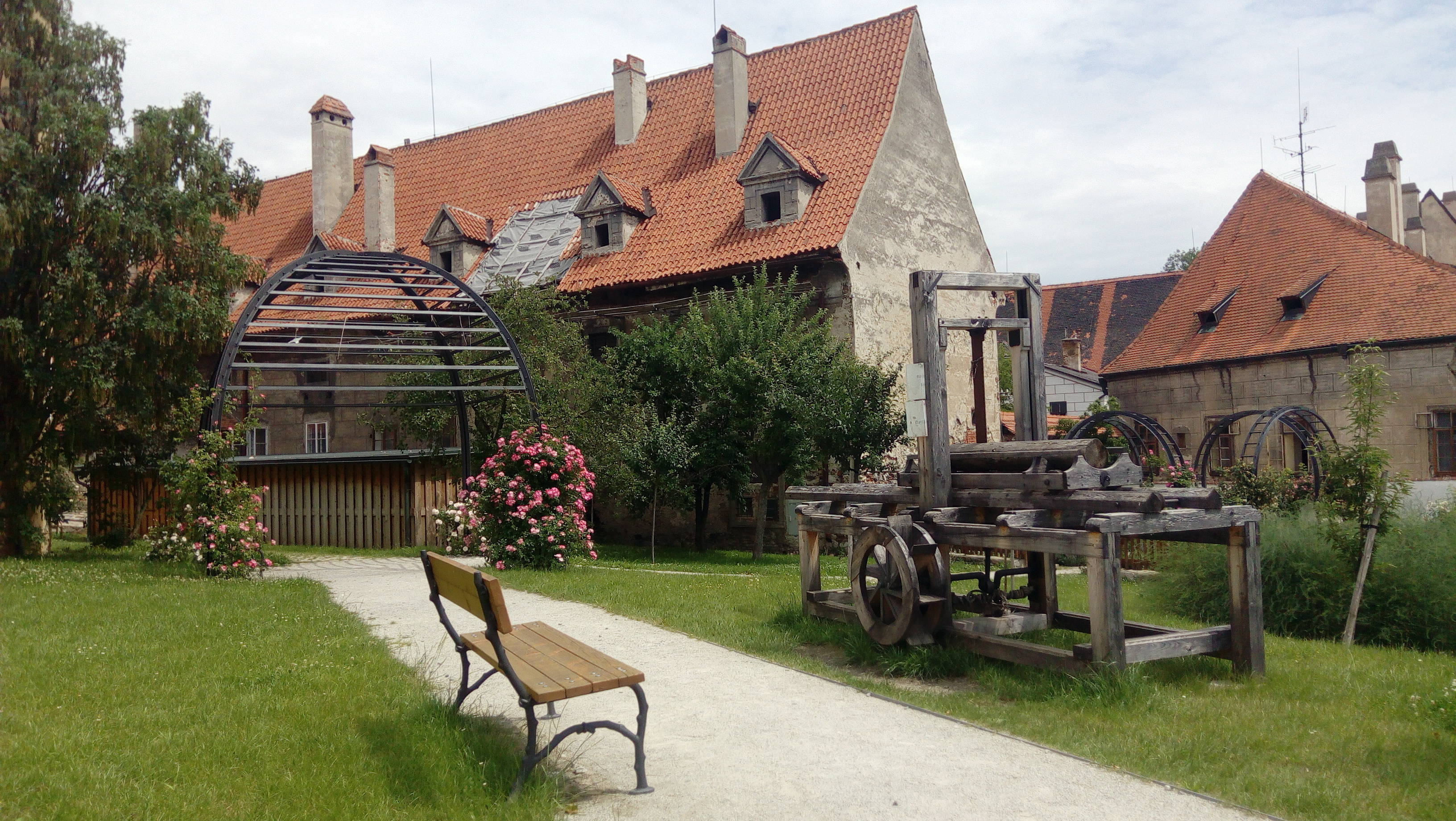
Historická dřevěná pila, v pozadí rožmberská zbrojnice a dům matky Viléma z Rožmberka
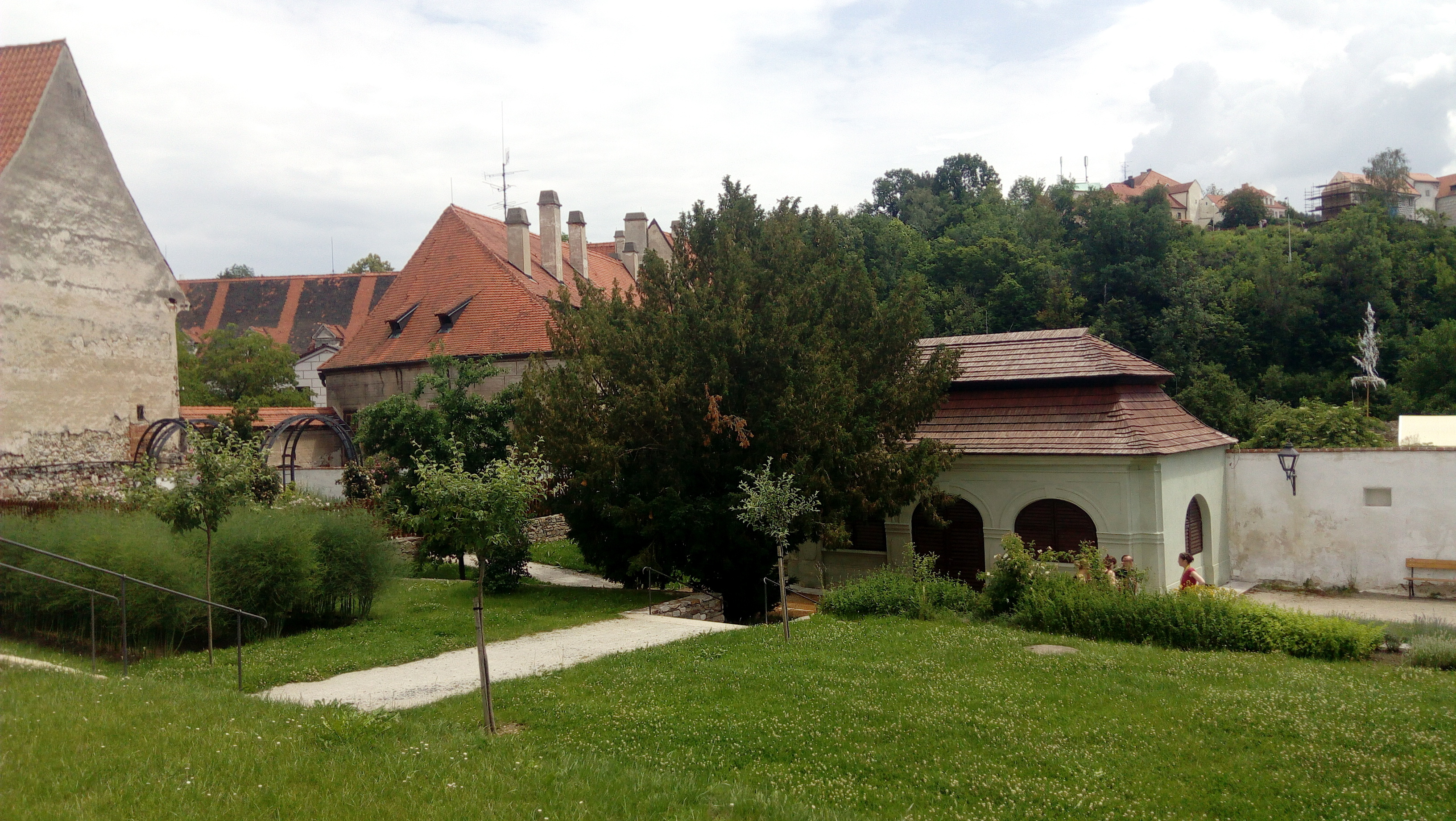
Zahrada s bývalou kuželnou v pozadí
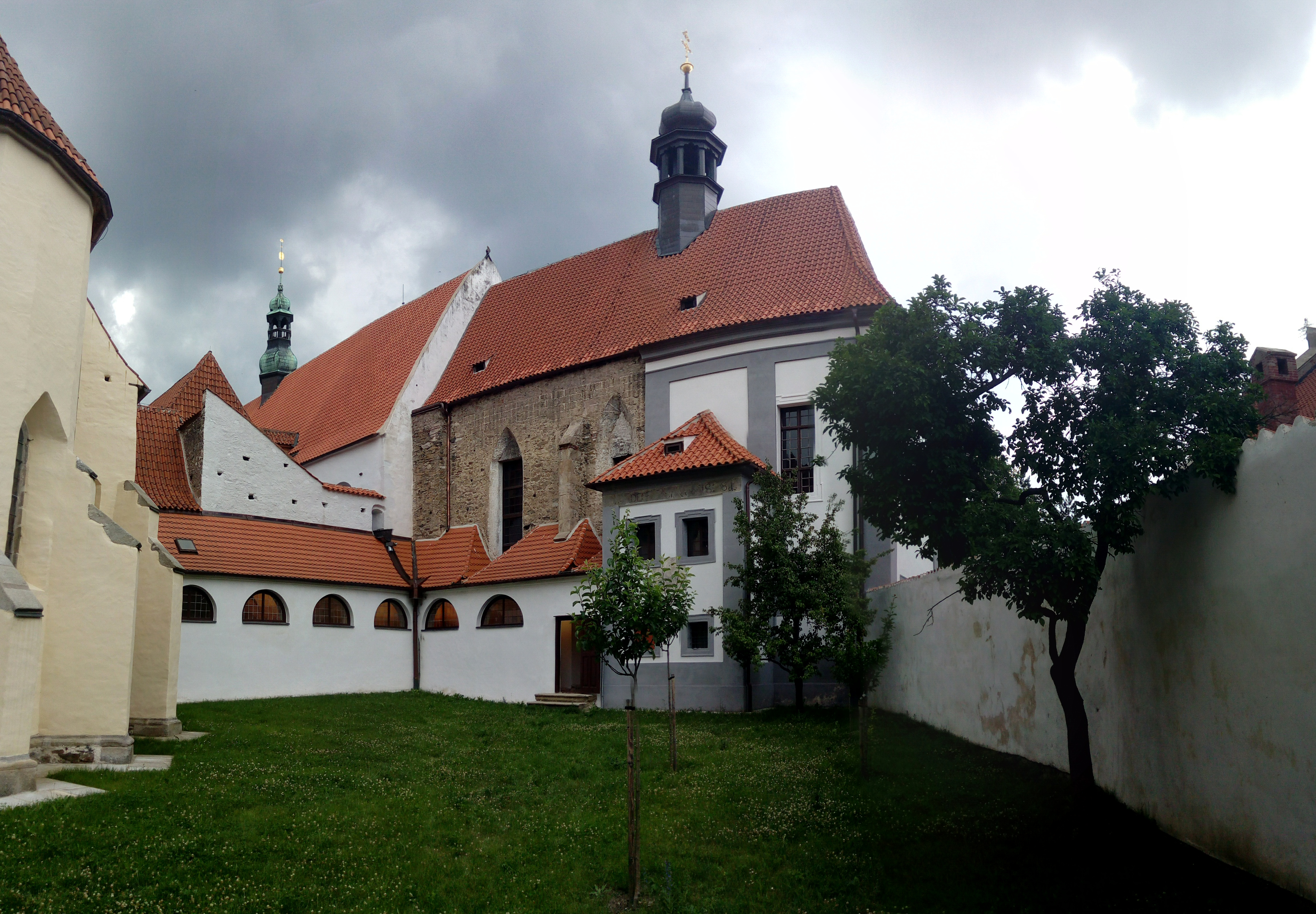
Kuchyňská zahrada za kostelem Božího Těla
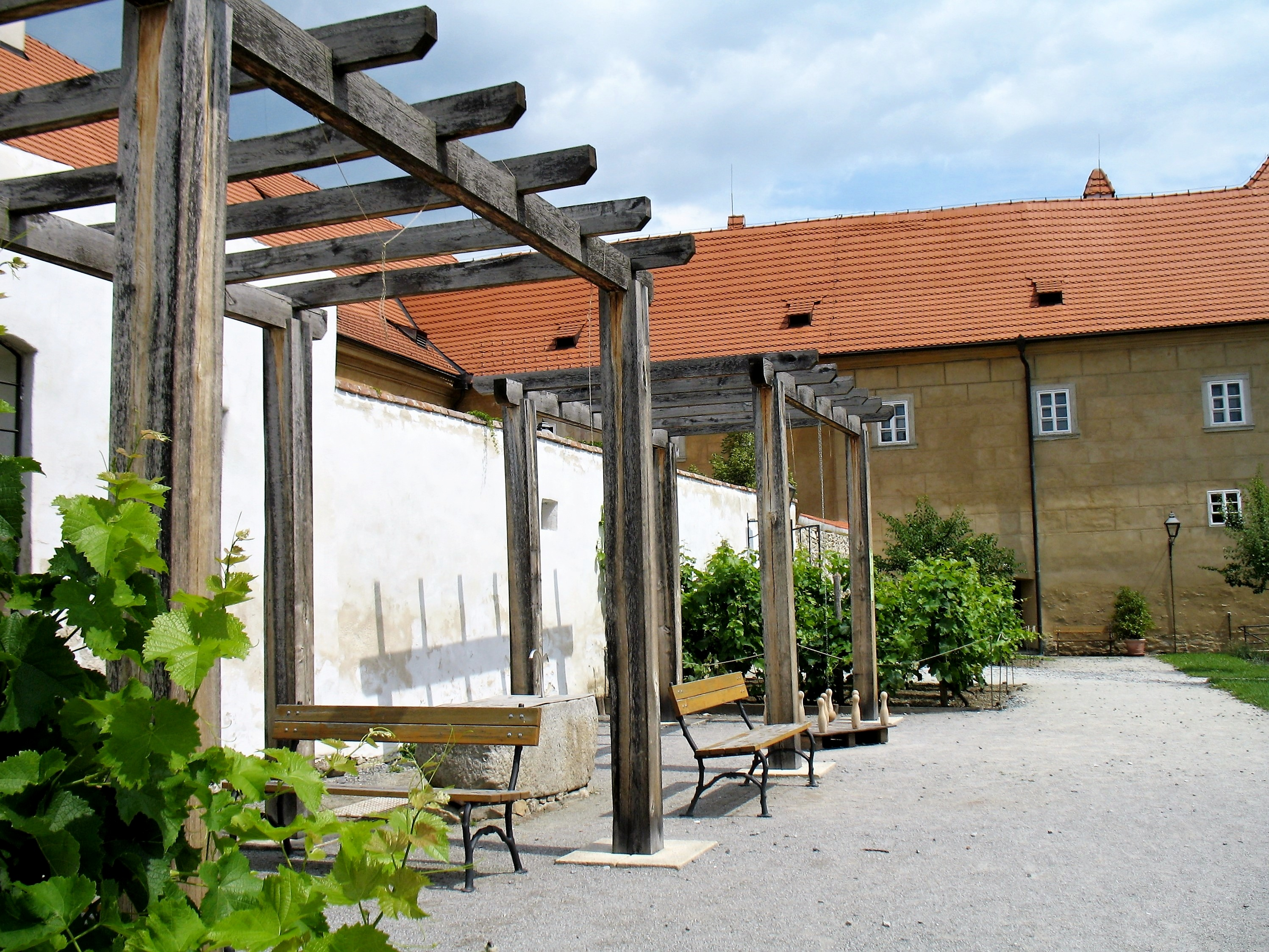
Vinohrad u zdi zahrady
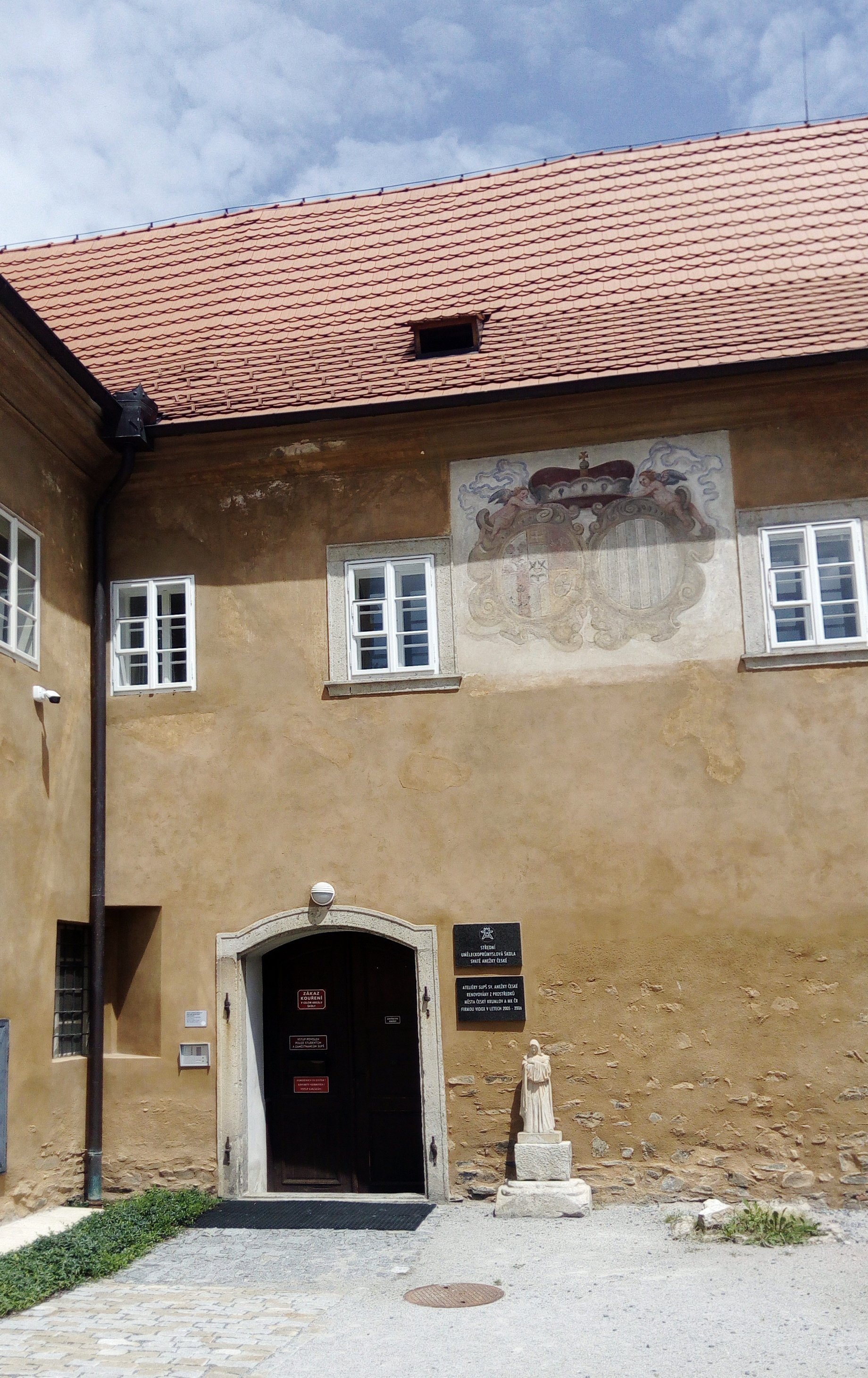
Budova SUPŠ sv. Anežky České u zahrady kláštera
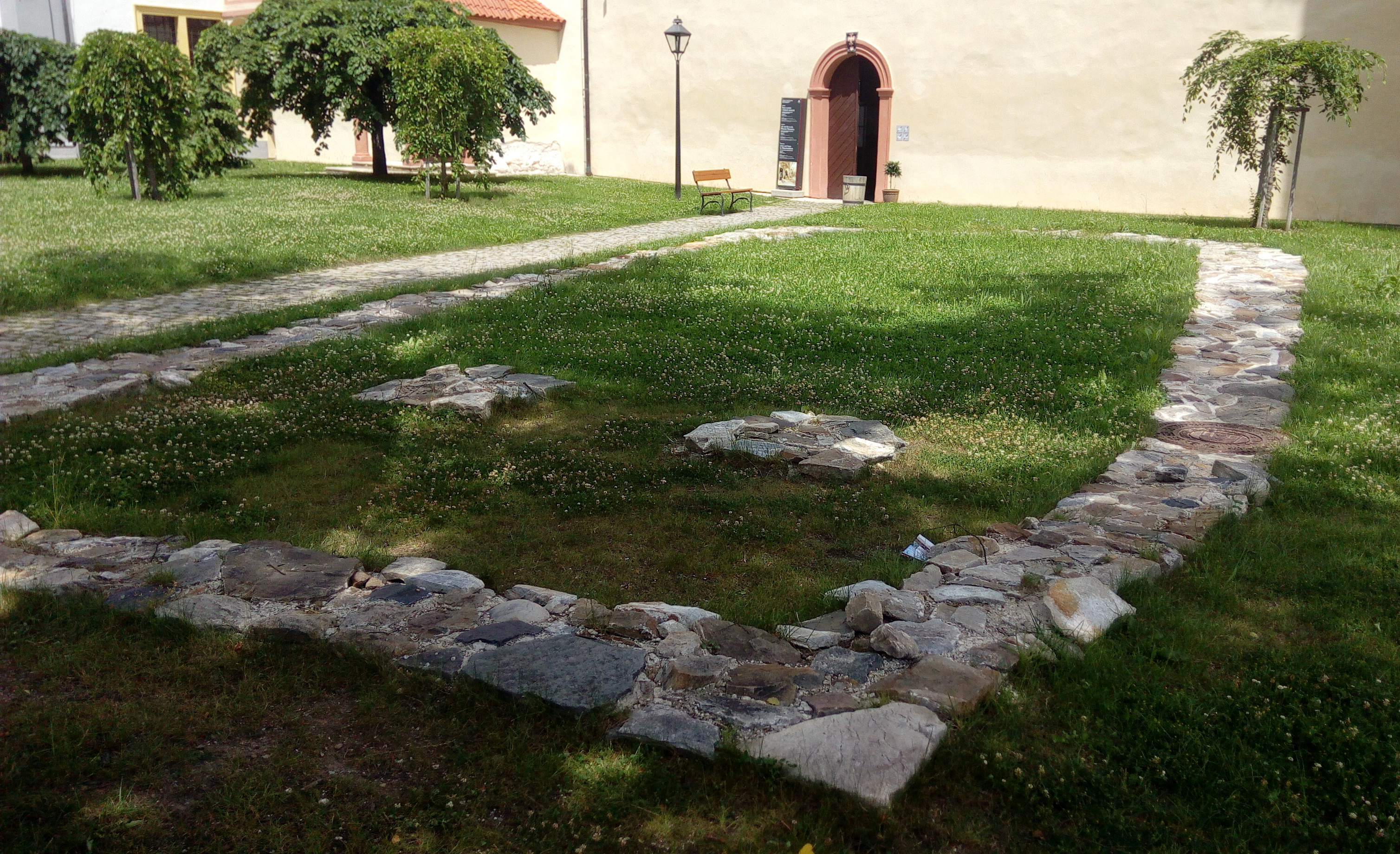
Základy hřbitovní kaple sv. Anny
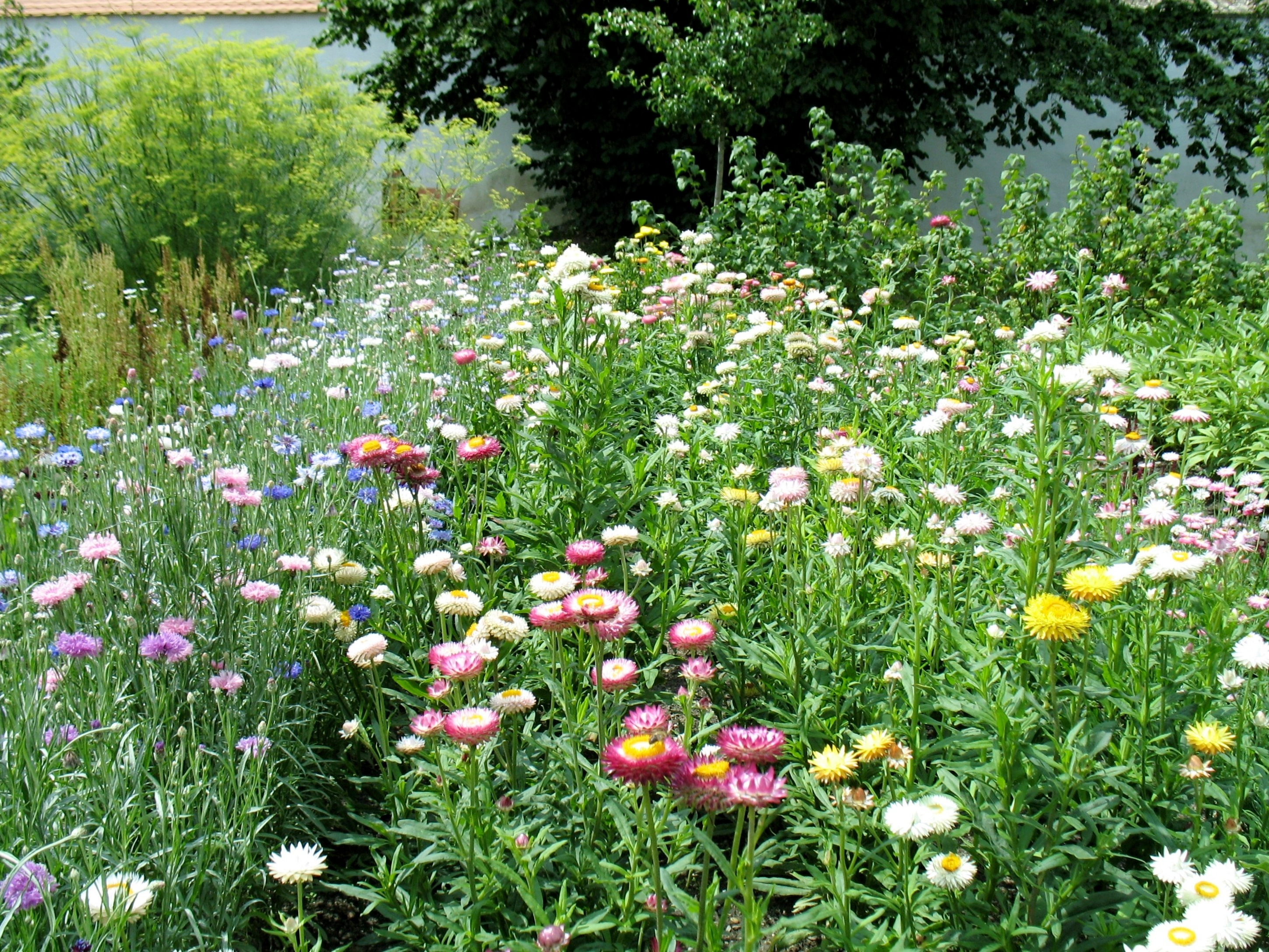
Květinové záhony v klášterní zahradě
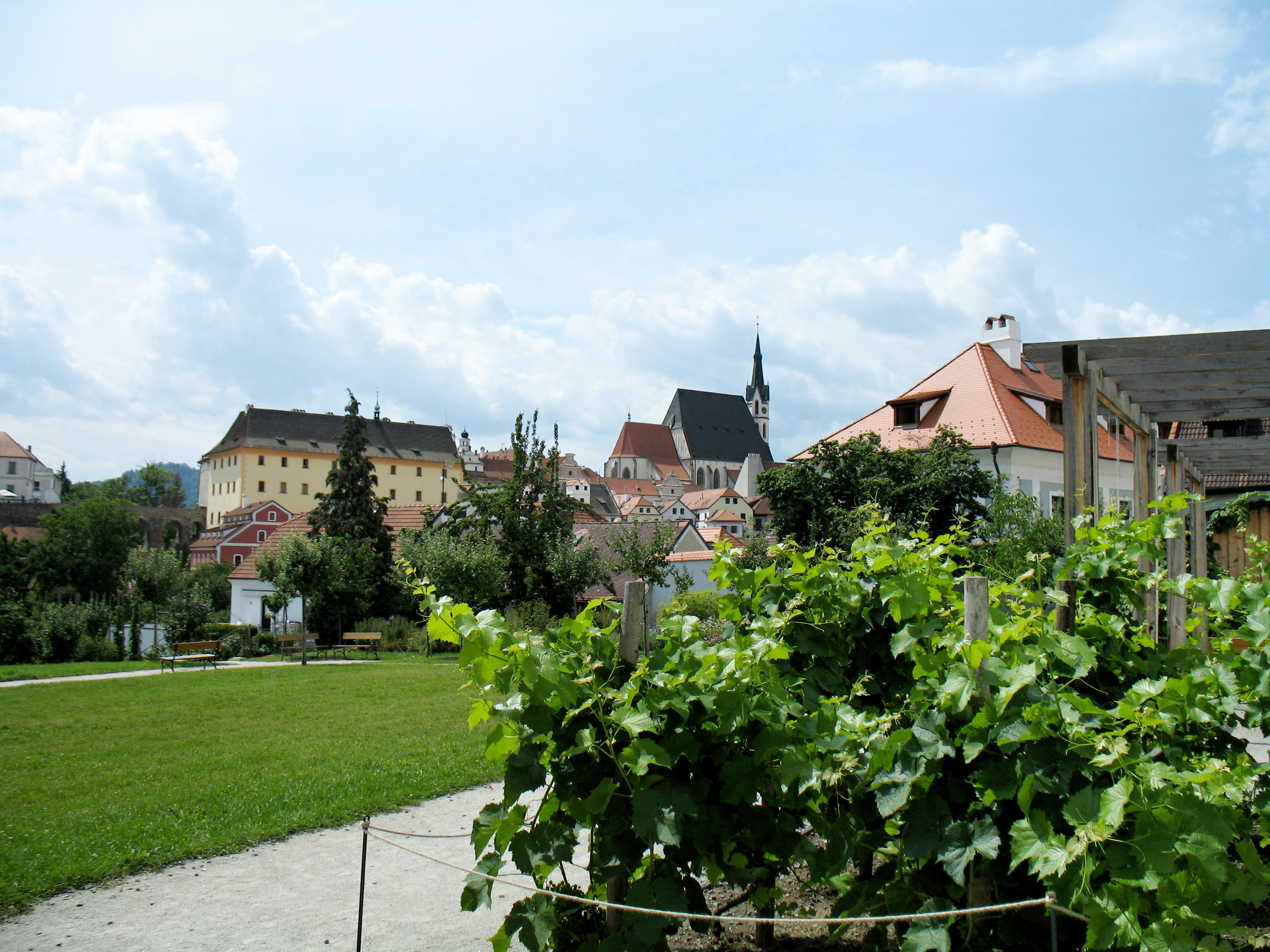
Pohled ze zahrady ke kostelu sv. Víta